# داریوش علیزاده
اسماعیل پورعلیزاده با نام هنری داریوش علیزاده (۱۲ اسفند ۱۳۱۶ – ۴ شهریور ۱۴۰۰) موسیقی‌دان و نوازنده و آهنگسازِ گیلانی اهل ایران بود.

## زندگی‌نامه
اسماعیل نوزاد که به اسماعیل پورعلیزاده تغییر نام داد، ۱۲ اسفند سال ۱۳۱۶ در محله پیرسرا در شهر رشت متولد شد و تحصیلات خود را در این شهر به پایان رساند. او که در محافل هنری به داریوش علیزاده شهرت یافت، در کودکی با شنیدن صدای ضرب زورخانه فردوسی که مقابل مغازهٔ پدرش بود به نواختن تمبک علاقه پیدا کرد و به نواختن این ساز مشغول شد، اما پس از مدتی گرایش وی به سنتور موجب شد که زیر نظر بیژن سیاسی نواختن سنتور را فرا گیرد و نزد جهانشاه تکمیل کند.
او ویلن‌نوازی را هم نزد یرواند ملکوم مارتیروسیان آموزش دید. داریوش علیزاده از سال ۱۳۳۱ به‌عنوان نوازندهٔ رسمی سنتور در رادیو تیپ مستقل گیلان، برنامه‌های ارتش را اجرا می‌کرد. در سال ۱۳۴۰ در لشکر ۲ تبریز، نوازندگی و آهنگسازی را آغاز کرد و در همان‌جا با اقبال آذر آشنا شد. داریوش علیزاده به علت علاقهٔ خاص به ریتم‌های عربی، مهارت منحصر به فردی در نواختن سنتور به دست آورد و در نواختن مضراب‌های چپ و راست و پُشت خرکِ سنتور، توانایی بسیار داشت.
داریوش علیزاده از سال ۱۳۴۲ در رادیو گیلان به عنوان رهبر ارکستر به همکاری پرداخت و از سال ۱۳۵۰ همکاری خود را با تلویزیون آغاز کرد. وی در طول فعالیت هنری خود با هنرمندان بسیاری همچون فریدون پوررضا، ناصر مسعودی، فرامرز زریوند، ایرج قوچانی، اصغر جبلی، محمد عذرخواه، فرامرز دعایی، شاپور جفرودی، رمضانعلی پدیدپور و… به همکاری پرداخت.
شرکت در مسابقات هنری به منظور داوری، اخذ تقدیرنامه از نخست‌وزیر وقت به‌مناسبت اجرای موسیقی در جهت تقویت روحیهٔ رزمندگان، اخذ تقدیرنامه از رئیس‌جمهور وقت به دلیل اجرای برنامه‌های هنری و عضویت در شورای موسیقی صدا و سیمای استان گیلان، از جمله افتخارات و فعالیت‌های هنری داریوش علیزاده بود.
او علاوه بر نوازندگی و آهنگسازی، از ادبیات غنی نوشتاری نیز برخوردار بود و مقالات وی مورد تحسین قرار می‌گرفت. وی برای بیشترِ خوانندگان گیلان با توجه به صدایشان، آهنگ ساخت و به اجرا گذاشت.

## آثار
داریوش علیزاده در طول فعالیت هنری خود بیش از ۵۰ آهنگ ساخت. از آثار مهم او می‌توان به قطعات زیر اشاره کرد:
آب، آب، سپیدرود، قسم، تره قربان، قطار، پائیزدل، نامه، پنبه رسه، بازگشت، مریم، آتش دل، پروانه، فریده، سفرکرده، لیلا، جام بلا، گوشه نگیر، تی توبه، تنگامه، پورگمه کم ایشتاو، بسوخته سینه، تی عاشقم، گول آبجی، گول پری، خورشیدا چی بیگیفته، ده زمستان بوشو، من بمیرم نواشون، انتظار، زخم زبونات، عجب گیلان قشنگه و …

## درگذشت
داریوش علیزاده ۴ شهریور سال ۱۴۰۰ در ۸۴ سالگی، درگذشت و در قطعهٔ هنرمندان تازه آباد رشت، به خاک سپرده شد.